# 旗官
旗官是一國軍隊中級別較高的軍官，其有权在其指揮處悬挂旗幟。在许多国家，旗官是海军中的高级军官，在另一些国家，例如美国、印度和孟加拉国，不仅仅是海军，其他軍種當中也有旗官。